# Kliekje

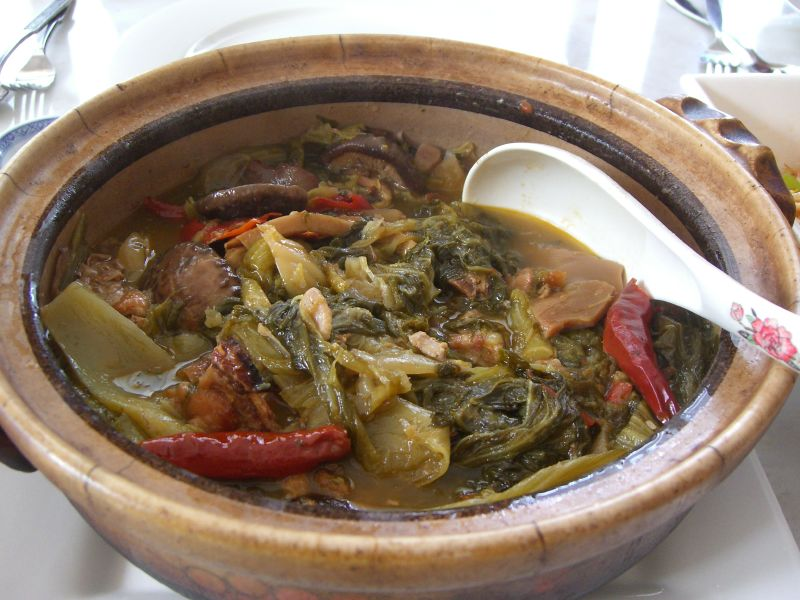
Een stoofmaaltijd bereid uit overgebleven ingrediënten

Een kliekje is een restje eten dat van een maaltijd is overgebleven.
In sommige huishoudens bestaat de gewoonte om de restjes van (warme) maaltijden te bewaren om ze later na opwarming alsnog te nuttigen. Soms wordt zelfs een kliekjesdag gehouden. Als warme maaltijd worden dan enkel restjes eten van voorgaande dagen gegeten. Het bewaren van kliekjes stamt uit de tijd dat de inkomsten laag waren en het budgettair gezien bezwaarlijk was om eten weg te gooien.
Ook veel mensen die de Hongerwinter meemaakten, hebben moeite met het weggooien van voedsel.
Sommige maaltijden smaken de tweede dag beter.

## Doggybag
In de Verenigde Staten en China is het niet ongebruikelijk in restaurants om een doggybag te vragen om overgebleven voedsel mee naar huis te nemen. Dit fenomeen vond aan het begin van de 21e eeuw ook zijn ingang in Europa, daarvoor werd het als ordinair beschouwd en nog steeds vindt dit lang niet overal plaats.